# Lepargochloa
Lepargochloa is een geslacht uit de grassenfamilie (Poaceae). De soorten van dit geslacht komen voor in delen van tropisch Zuidelijk Afrika.